# Хабуб
Хабуб (Haboob, от арабски habb – вятър) е силен вятър и пясъчна буря (или прашна буря) в северните и централните части на Судан, особено около столицата Хартум, където средният брой на пясъчните бури от този тип е 24 пъти годишно. Хабубът е обусловен от силната конвекция при нахлуването на студени въздушни маси и се проявява най-често от май до октомври. Средната му продължителност е около 3 часа. По време на проявлението му облаците от прах и пясък могат да се издигнат до 1500 m височина. Много често вятърът е с разрушителна сила.